# Hrabstwo Loon

Herb Hrabstwa Loon

Hrabstwo Loon (niderl.: Graafschap Loon, fr.: Comté de Looz) było stanem w Świętym Cesarstwie Rzymskim, na terenach dzisiejszej Belgii.
Hrabstwo zostało pierwszy raz wspomniane w 1040. Początkowo stolicą zostało Borgloon, ale ok. 1200 stolica została przeniesiona do Hasselt. W 1366 zostało częścią biskupstwa Liège. Loon pozostało oddzielną dzielnicą biskupstwa, a sam książę-biskup Liège równocześnie nosił tytuł hrabiego Loon. Kiedy księstwo-biskupstwo zostało zaanektowane przez Francję w 1795, hrabstwo zostało również zlikwidowane i przyłączone do departamentu Meuse-Inférieure.
Najważniejszymi miastami w Loon były:  Beringen, Bilzen, Borgloon, Bree, Hamont, Hasselt, Herk-de-Stad, Maaseik, Peer oraz Stokkem.